# Mie
Mie（みえ、1982年10月4日 - ）は、日本の元ファッションモデル、元タレント。アメリカ合衆国ハワイ州在住。

## 略歴
神奈川県にて4人兄妹の末っ子として出生。八王子高等学校英語コース卒業。
2001年、ファッション雑誌『JJ』でモデルデビュー。
2005年春、青山学院大学文学部英米文学科卒業。
2006年、「FILM FACTORY」（テレビ東京）で監督、脚本家としてデビュー。
結婚を機に芸能活動を休止し、ハワイに移住した。

## 人物
2008年にプロサーファーの田嶋鉄兵と結婚。同年8月30日に第1子男児、2012年1月4日に第2子女児、2014年9月17日に第3子男児を出産したが、2023年に離婚。

## 出演

### テレビ
- 働くおっさん劇場（フジテレビ）副音声
- Fj（フジテレビ）レギュラー
- blanc V（テレビ東京、2002年7月 - 9月）レギュラー
- 金曜エンタテイメント「空中ブランコ」（フジテレビ、2005年5月27日）
- クイズ!ヘキサゴン（フジテレビ、2005年5月18日）
- ものすぽると!（フジテレビ）レギュラー
- モタ・スポ!（フジテレビ）
- うちあげ（中部日本放送）レギュラー
- 笑いの金メダル（テレビ朝日、2006年4月16日 - 2007年6月24日）レギュラー
- FILM FACTORY（テレビ東京、2006年12月）監督・脚本
- NIPPON@WORLD（フジテレビ、2007年10月 -　2008年3月）レギュラー
- たまッチ!（フジテレビ）レギュラー
- Shibuya Deep A（NHK・BS2）不定期出演
- TOKYO BRANDNEW DAYS（BSジャパン、2013年12月28日）

### SHOW
- LEVIS
- 丸ビル
- Heathrette
- f-mode～blondy
- 神戸コレクション
- カラーリングスプラッシュ
- TOKYO GIRLS COLLECTION

### 広告
- A5401CA by CASIO（au by KDDI）
- Private Label
- PARCO'05春夏キャンペーン

### スチル
- FELLISSIMO カタログ
- BELLE MAISON カタログ
- girls walker カタログ
- Racy カタログ
- RAPTY カタログ
- 京都着物友禅 カタログ
- LEVIS Magazine
- White Trash Charms
- HART FORD（三陽商会）
- ワールド ルイ・シャンタン など多数

### PV
- 湘南乃風「純恋歌」（2006年）
- 佐藤竹善「サヨナラ」（2007年）[6]

### その他
- JRAMieのはじめての競馬講座（2006年）
- 佐藤竹善のアルバム「ウタヂカラ～CORNERSTONES 4～」ジャケット写真（2007年）

## 書籍
- Smile（2007年7月、幻冬舎）

### 写真集
- Mie☆Days（光文社）
- 革命前夜（リーライダース）

### 雑誌
- JJ（光文社、2001年8月号 - ） - 専属モデル。
『JJ』2003年9月号でCaityと表紙を飾る[注 1]。同号の表紙のCaityとMieのネイルはReveal[注 2]所属のネイリストが担当。
『JJ』創刊30周年記念号である2005年6月号で、金子絵里、有村実樹、桜井裕美とともに表紙を飾った。
- SAKURA